# Basílica de Santa María de los Ángeles
La Basílica Patriarcal de Santa María de los Ángeles (del italiano: Basilica de Santa Maria degli Angeli) es una iglesia situada en la llanura a los pies de la colina de Asís (Italia), en la frazione de Santa Maria degli Angeli.
La basílica se construyó entre 1569 y 1679 encerrando a una pequeña iglesia del siglo IX, la Porciúncula, el lugar más sagrado para los franciscanos. Fue aquí donde el joven Francisco de Asís encontró su vocación y renunció al mundo para vivir en la pobreza entre los pobres y comenzó el movimiento franciscano.
La basílica de Santa María de los Ángeles, junto a otros lugares franciscanos de Asís, fue declarado Patrimonio de la Humanidad por la Unesco en 2000.

## Historia
Después de la muerte de san Francisco en 1226, los frailes construyeron varias cabañas pequeñas alrededor de la Porciúncula. En 1230 se añadieron un refectorio y varios edificios auxiliares. A lo largo del tiempo se fueron sumando pequeños pórticos y alojamientos para los frailes alrededor de la Porciúncula. Algunos cimientos de estas construcciones quedaron al descubierto durante las excavaciones bajo el suelo de la actual basílica entre 1967 y 1969.
Conforme vastas cantidades de peregrinos se acercaban a Así para recibir el «Perdón de Asís», el pequeño espacio de la Porciúncula fue completamente inadecuado para albergar a todos estos peregrinos. Creció la necesidad de construir una iglesia que incorporara la Porciúncula. Los edificios alrededor del santuario se demolieron por orden del papa Pío V (1566-1572), excepto la capilla del Tránsito, la celda en la que había muerto San Francisco. La construcción de la basílica comenzó el 25 de marzo de 1569.
Esta majestuosa iglesia, la 7.ª en tamaño de la Cristiandad, fue diseñada en un marcado estilo manierista prefigurando el Barroco por dos famosos arquitectos, Galeazzo Alessi y Vignola. La obra progresó lentamente, debido a la constante falta de dinero, pues el edificio se financiaba con donaciones. La notable cúpula, que descansa sobre un tambor octogonal con ocho ventanas y cornisas, se acabó en 1667. La construcción de la iglesia finalmente acabó en 1679. Se añadió un campanario en 1684. Se pretendió al principio que tuviera otra torre idéntica, pero nunca se construyó.
El 15 de marzo de 1832 la nave central, una parte de una nave lateral y el coro se cayeron durante un violento terremoto. La cúpula evitó la destrucción, pero quedó con una amplia grieta. El ábside y las capillas laterales quedaron en pie. La reconstrucción de la basílica comenzó en 1836 por el arquitecto Luigi Poletti y se acabó en 1840. Remodeló la fachada en un estilo neoclásico. Entre 1924 y 1930 se devolvió a esta fachada su estilo pre-barroco original por Cesare Bazzani. La estatua dorada de la Madonna degli Angeli («Virgen de los Ángeles»), obra del escultor Colasanti, se colocó en la parte alta de la fachada en 1930.
El 11 de abril de 1909, la iglesia fue alzada por el papa Pío X al rango de «basílica patriarcal y capilla papal».

## Descripción

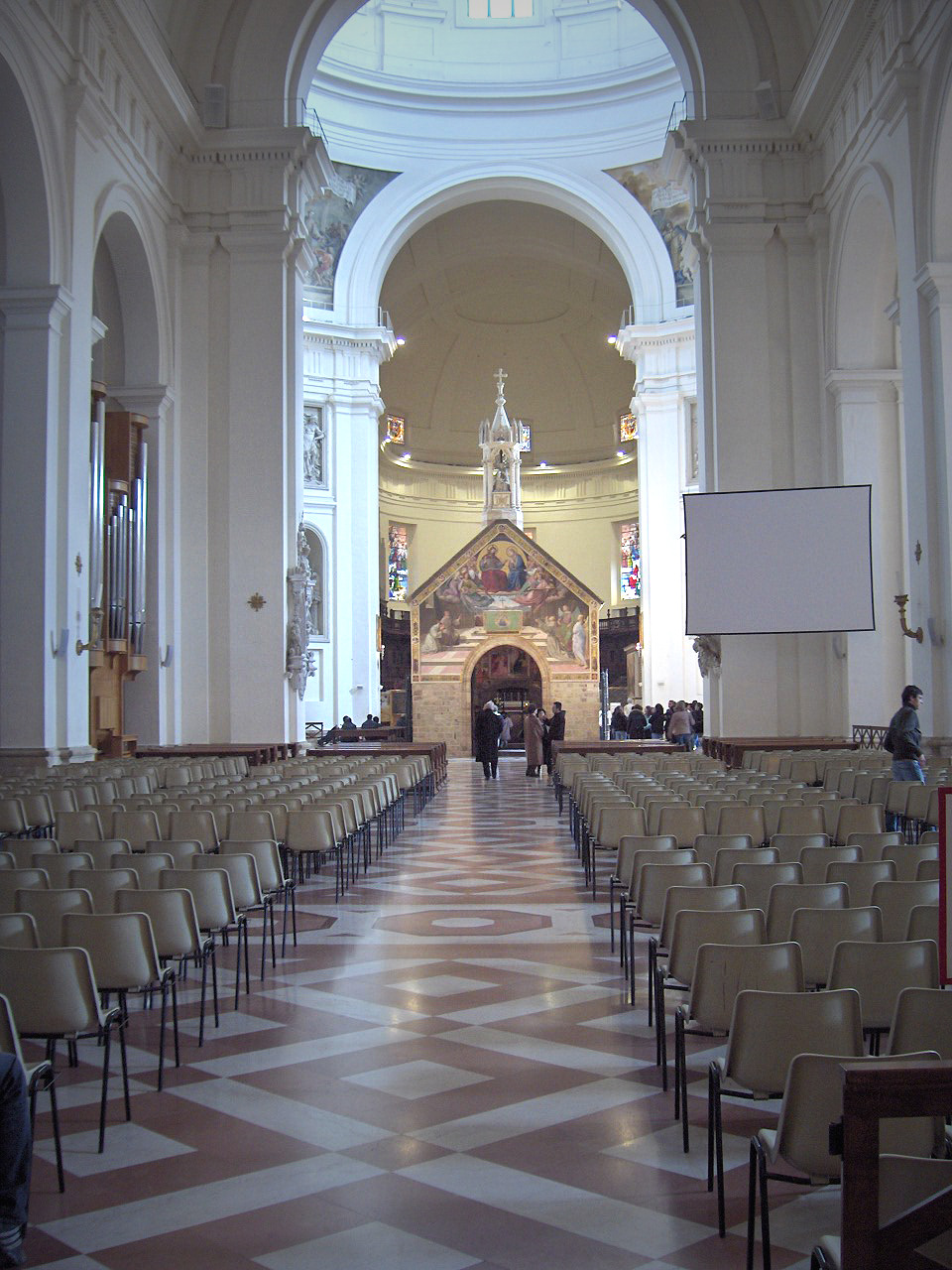
Nave con la Porciúncula.

La basílica tiene una planta rectangular, dividida en una nave central y dos laterales, flanqueadas por diez capillas laterales, con un transepto en el extremo, y un largo coro en un ábside semicircular, destacando de la planta. La Porciúncula queda situada directamente debajo de la cúpula. La iglesia tiene 126 metros de largo, 65 de ancho y la cúpula tiene 75 de alto.
El interior es simple pero elegante, con pocas decoraciones, en claro contraste con las capillas laterales. La nave y los pasillos laterales se reconstruyeron en estilo dórico neoclásico por Luigi Poletti. El ábside alberga un precioso coro de madera, tallado por los hermanos franciscanos a partir de 1689, la cátedra papal (con bajorreliebes de E. Manfrini) y el altar papal. La capilla del tránisto, la celda en la que murió san Francisco, aún se conserva. Está situada bajo el coro, contra las columnas de la derecha de la cúpula.
Las capillas laterales estaban decoradas por grandes artistas de varios periodos, incluyendo a Antonio Circignani (todas las pinturas de la capilla de Santa Ana, 1602-1603), Francesco Appiani (capillas de san Antonio y san Pedro in carcere, 1756–1760), Ventura Salimbeni (capilla del traslado del Señor, 1602).

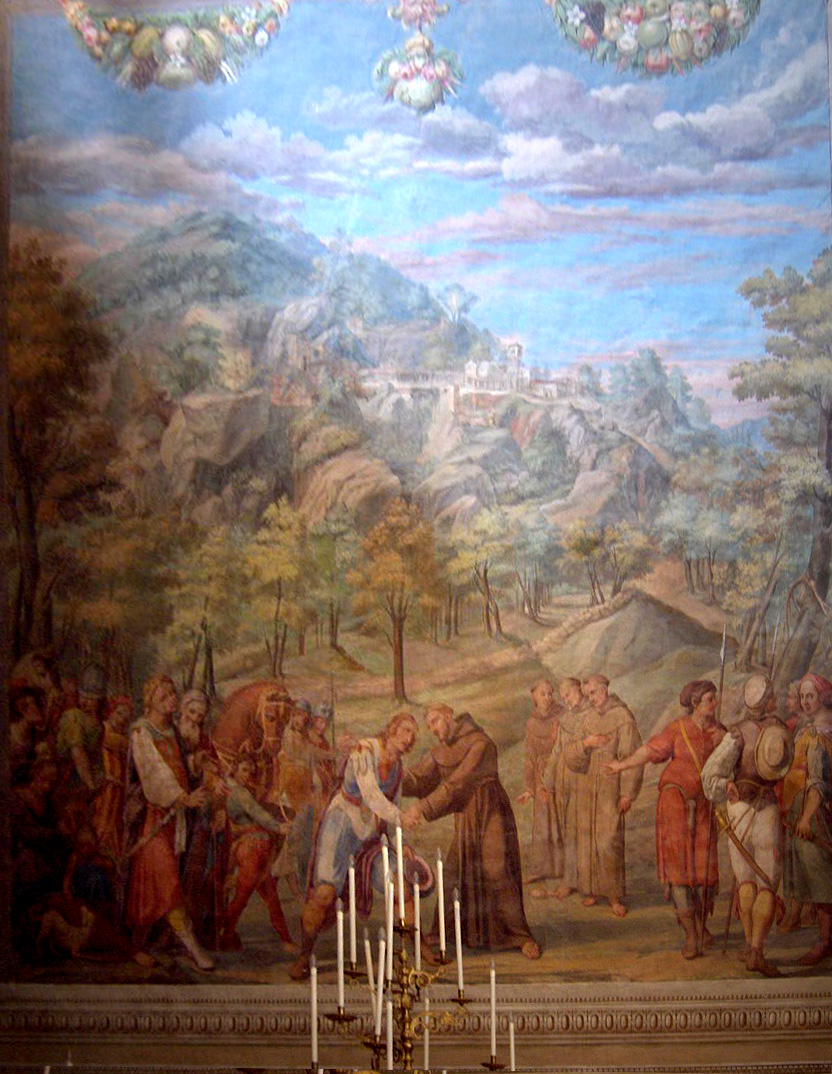
San Francisco recibe a hombres y mujeres en la Tercera orden de Penitencia, en Cannara; pintura de Baldassare Croce (1602-1603).
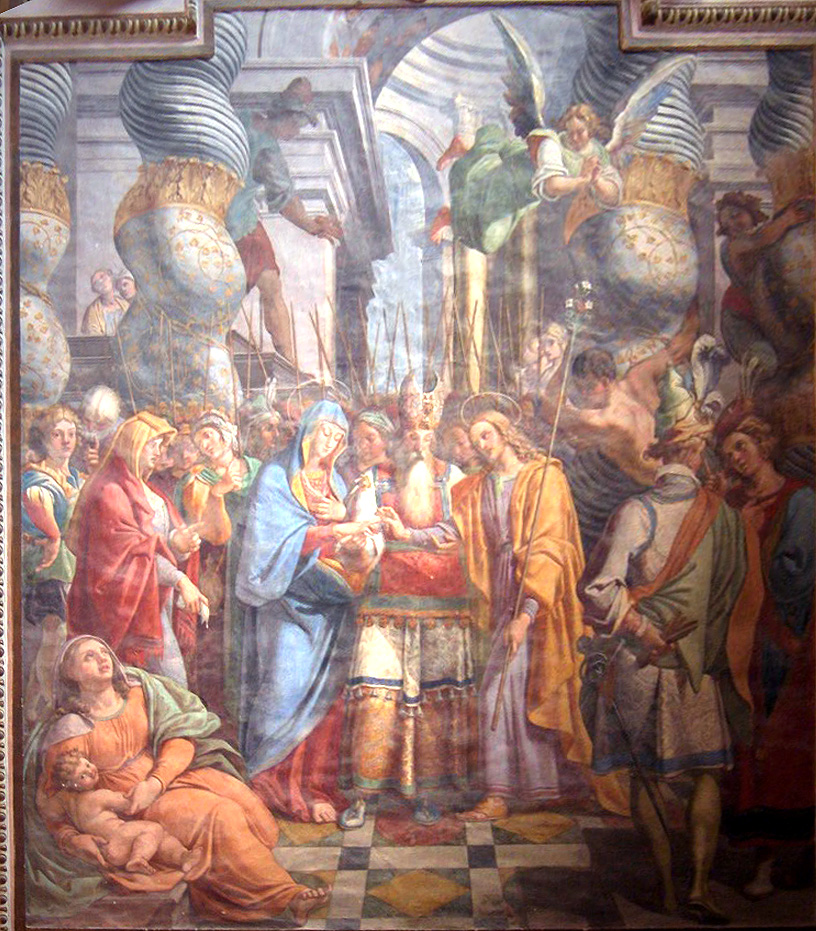
Esponsales de la Virgen, pintura de Antonio Circignani (Pomarancio) (1602-1603).
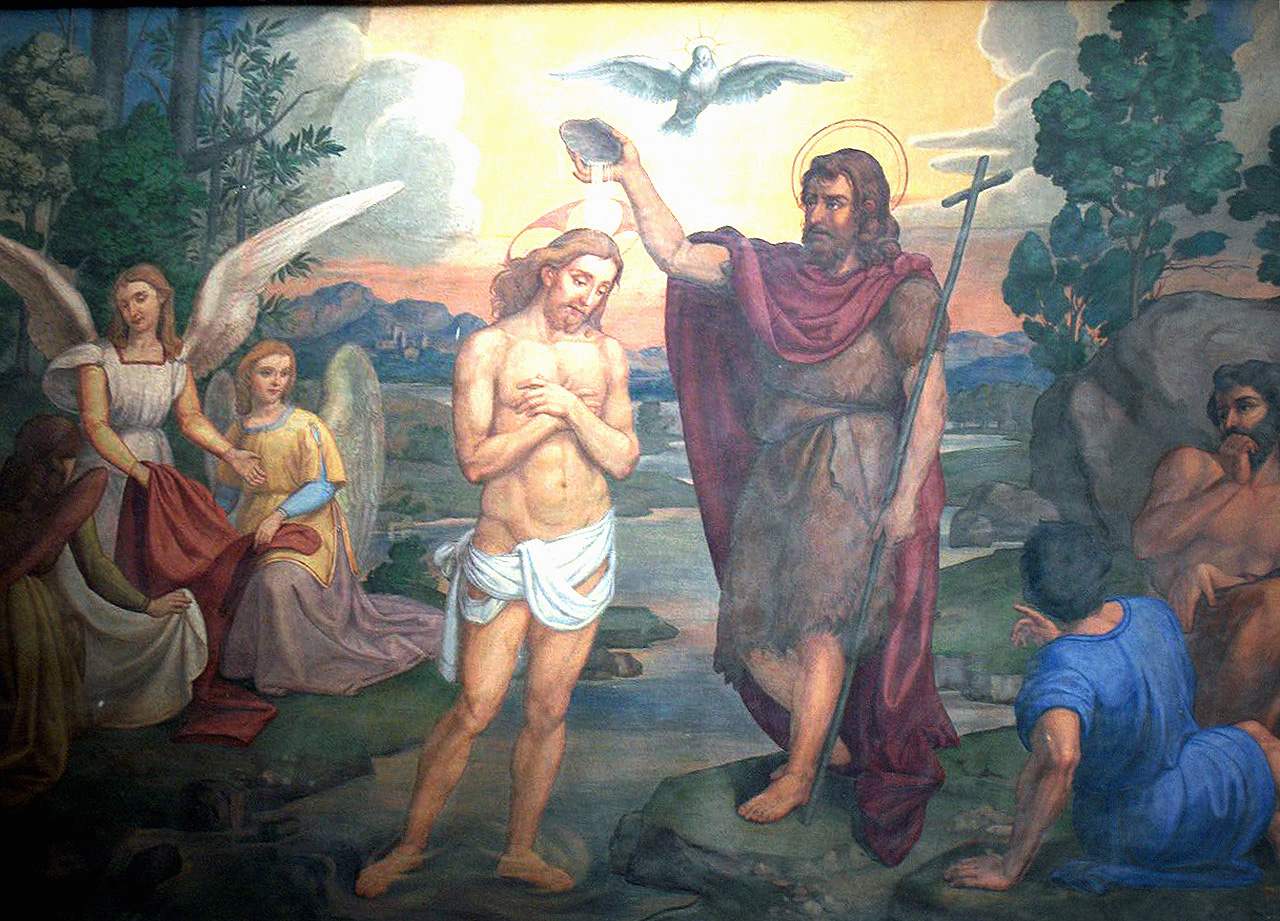
San Juan el Bautista bautiza a Jesús en el Jordán; pintura de Giorgetti di Assisi.

## La Porciúncula

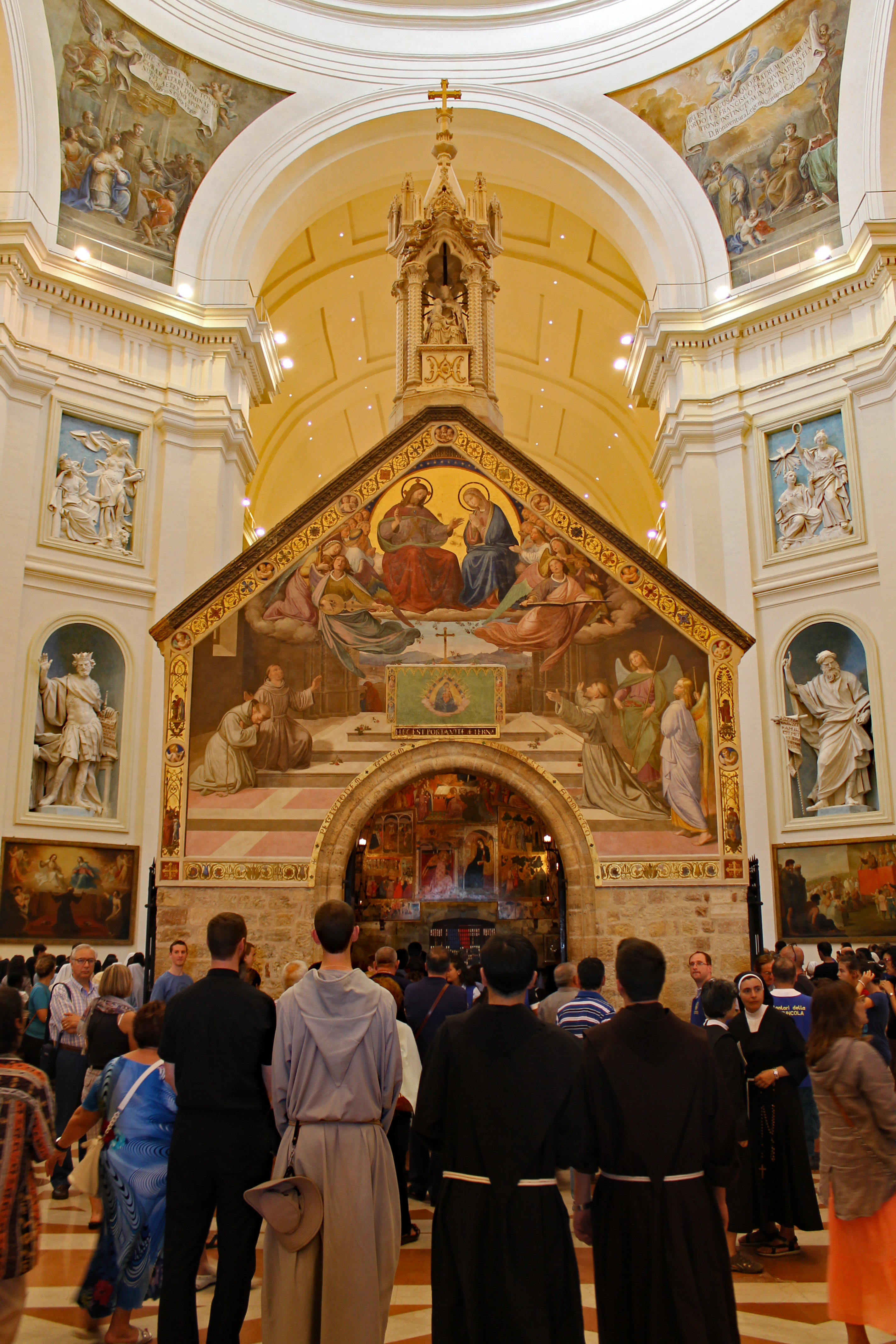
La Porciúncula, rodeada de gente en la fiesta de su dedicación (2 de agosto)

La chiesetta (iglesita) de Porciúncula (en italiano, «pequeña porción») es el lugar más sagrado para los franciscanos. San Francisco recibió esta pequeña iglesia, datada del siglo IX, de los monjes benedictinos.
La iglesia está exquisitamente decorada por artistas de diferentes periodos. Sobre la entrada hay un fresco de Johann Friedrich Overbeck (1829) que representa a San Francisco recibiendo de Cristo y la Virgen la indulgencia, conocida como el «Perdón de Asís». La pared lateral del lado derecho muestra fragmentos de dos frescos de artistas umbros desconocidos. El austero interior está decorado en un simple estilo gótico con frescos de los siglos XIV y XV. La obra más destacada es el fresco en seis partes en el ábside de esta pequeña iglesia, pintado por Ilario da Viterbo (1393). En la parte posterior, por encima de la entrada, hay un fresco que representa la Crucifixión de Pietro Perugino.

## El Tránsito
La capilla del tránsito (Cappella del Transito) es la pequeña habitación en la que murió san Francisco el 3 de octubre de 1226. Era una pequeña cabaña que sería de primitiva enfermería. Está decorada en el exterior por el fresco del Tránsito obra de Domenico Bruschi (1886). En el interior, sobre el pequeño altar, está la cuerda de San Francisco. Tras el altar, hay una estatua de terracota de San Francisco obra de Andrea della Robbia (h. 1490). Sobre los muros hay un fresco de Giovanni Spagna (1520), representando a los primeros seguidores de San Francisco, con sus nombres encima de cada retrato (Ruffino, Leone, Masseo y Egidio).

## La cripta
Se construyó una nueva cripta detrás del altar entre 1965 y 1970. Durante las excavaciones se encontraron cimientos de las pequeñas cabañas originales, rodeando a la Porciúncula. El altar de la cripta descansa sobre un enorme tronco de árbol con muchas ramas, esculpido por Francesco Prosperi. Tras el altar hay un tabernáculo en bajorrelieve hecho con terracota, obra de Andrea della Robbia, expresando con una extrema delicadeza las emociones de las figuras. La sección superior incluye San Francisco recibiendo los estigmas, la Coronación de María (con los ángeles músicos), San Jerónimo el penitente; la inferior muestra La anunciación, la Natividad y la Adoración de los Magos.

## La rosaleda y la capilla de la rosa

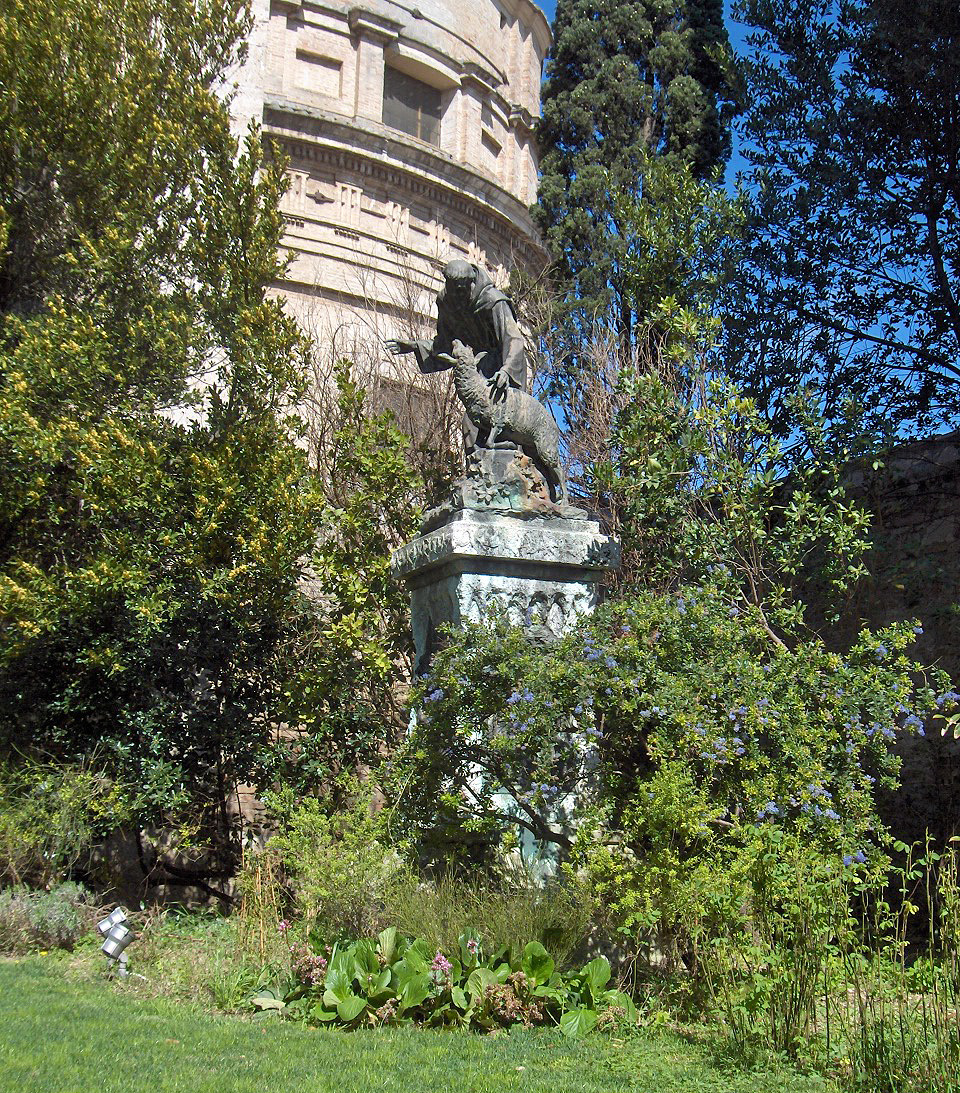
Rosaleda - estatua de bronce obra de V. Rossignoli (1916).

Se entra en la rosaleda a través de la sacristía. Son los últimos restos del antiguo bosque en el que San Francisco y sus frailes vivieron. Aquí hablaba con las tórtolas, invitándolas a alabar al Señor. Las palomas habían anidado desde tiempos inmemoriales en las manos de la estatua de san Francisco en esta rosaleda.
Según la tradición (afirmada por vez primera a finales del siglo XIII) una noche san Francisco, sintiendo la tentación de abandonar este estilo de vida, rodó desnudo entre las espinas de las zarzas en un intento de superar la duda y la tentación. En contacto con su cuerpo, las zarzas se transformaron en rosas silvestres sin espinas. Desde entonces la variedad de Rosa canina assisiensis se ha cultivado en este jardín.

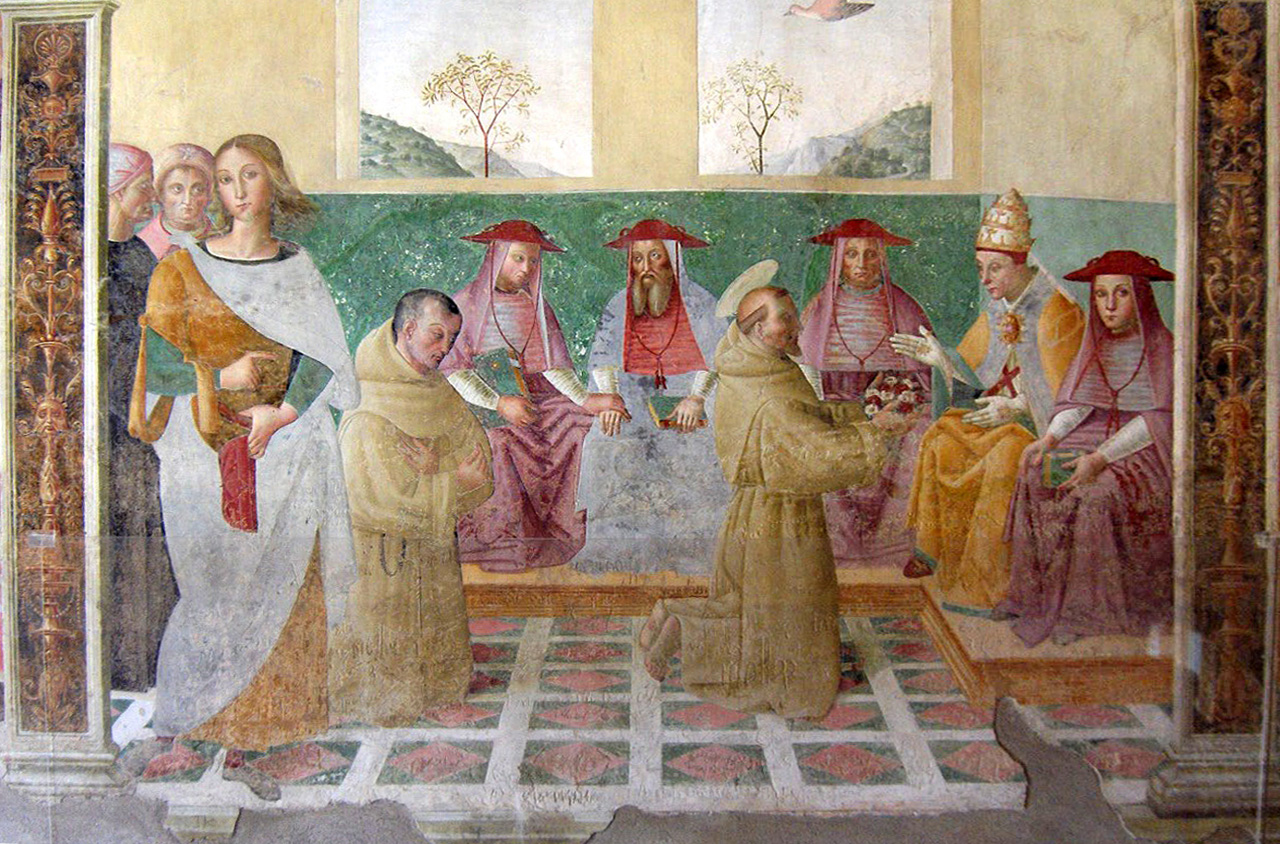
Concesión de la indulgencia, fresco en la capilla de la rosa obra de Tiberio d'Assisi.

Desde la rosaleda se entra en la capilla de la rosa. Era la celda en la que San Francisco descansó y pasó el resto de la noche en oración y penitencia. Aquí encontró también a san Antonio de Padua. Después de su muerte se construyó una capilla en el siglo XIII, ampliada en el XV por san Bernardino de Siena. Fue decorada entre 1506 y 1516 con una serie de frescos de varios pintores, entre los que estaba Tiberio d'Assisi, representando la primitiva comunidad franciscana y los primeros santos de la orden, el milagro de las rosas y la concesión de la indulgencia.

## Museo
El pequeño monasterio alberga el museo de la Porciúncula con muchos objetos religiosos, hallazgos arqueológicos y una destacada colección de pinturas: 
- el Crucifijo de Giunta Pisano (1236);
- una pintura de madera retrato de san Francisco por el anónimo Maestro de San Francisco (siglo XIII); el cuerpo del santo muerto fue colocado en esta pintura;
- una pintura sobre tabla de San Francisco atribuida a Cimabue;
- una Virgen con Niño del pintor sienés Sano di Pietro (siglo XIV);
- una terracota de Andrea della Robbia (h. 1490) en cuya parte superior, de izquierda a derecha, puede verse a «San Francisco recibiendo los estigmas», la «Coronación de María» y «San Jerónimo penitente»; en la parte inferior, de izquierda a derecha la «Anunciación», la «Natividad» y la «Adoración de los Magos»;
- San Francisco y santa Clara de Cesare Sermei y su taller;
- la Virgen de la leche, una escultura en terracota policromada (finales del siglo XIV-principios del siglo XV);
- muchos frescos de atribución insegura.